# Vukan
Vukan (srbsko Вукан, latinizirano: Vukan, srednjeveško grško Βολκάνος, latinizirano: Volkános) je bil od leta 1083 do svoje smrti veliki knez Srbije, * ok. 1050, † 1112. 
V prvih letih je vladal skupaj s svojim bratom Markom. Po smrti svojega strica, dukljanskega kralja Konstantina Bodina leta 1101, je postal najmočnejši vladar med srbskimi knezi. Večkrat je premagal Bizantince in osvojil dele severne Makedonije. Bil je začetnik dinastije Vukanović.

## Življenje
Vukan je bil prvorojenec Petrislava Raškega, sina kralja Mihajla I. Dukljanskega in njegove druge žene. Z bratom Markom sta prisegla zvestobo Konstantinu Bodinu in leta 1083 ali 1084 kot njegova vazala prevzela oblast v Srbiji. Marko je pozneje izginil iz virov. Bosna, Zahumje in Raška (tj. Srbija) niso bile nikoli trajno vključene v Dukljansko kraljestvo. Vsaka pokrajina je imela svoje plemstvo in ustanove in dobila enega od Vojislavljevićev za svojega župana (kneza). 
Leta 1089 je Bodin za podporo papežu Urbanu II. proti protipapežu Klemnu III. uspel Barsko škofijo povzdigniti v nadškofijo. Njene sufraganske škofije naj bi bile Kotor, Ulcinj, Svač, Skadar, Drivast, Pulj, Ras, Bosna in Trebinje. Z napredovanjem se je v nadškofijo vključilo ozemlje, ki prej ni bilo pod papežem, vključno z metropolijo Drač in nadškofijo Ohrid, ki sta priznavali jurisdikcijo konstantinopelskega ekumenskega patriarhata. Priključitev Ohridske nadškofije je bilo zgolj teoretično, saj je papežev edikt lahko vplival le na cerkve, ki so ga priznavale. Postavitev Srbije za sufragana Bara ni imelo velikega pomena, saj je bila večina srbskih cerkva pod pristojnostjo Konstantinopla in ni nobenega dokaza, da bi jih Vukan podredil Rimu. Minimalne ozemeljske izgube vzdolž obale sta morda utrpela Drač in Ohrid, notranjost Duklje pa vsekakor ni bila prizadeta, saj je, vključno z obalo in Kotorjem, ohranila zvestobo pravoslavju.
Med letoma 1089 in 1091 so se Bizantinci odpravili na pohod proti Duklji in morda uspeli drugič ujeti Bodina. V kraljestvu je med Bodinovimi sorodniki izbruhnila državljanska vojna, ki je močno oslabila državo in dala možnost Srbiji, da se uveljavi in odcepi. Do Vukanove uveljavitve oblasti tudi v Bosni in Zahumju je bila Duklja središče srbskega kraljestva in hkrati glavni nosilec  odpora proti Bizancu na Balkanu, zatem pa je to postala Srbija. Takšno vlogo je obdržala skozi cel srednji vek. Bodinovi dediči so bili prisiljeni priznati bizantinsko nadvlado in so obdržali le majhen del Duklje in Travunije.
Leta 1091 ali 1092 se je Vukan osamosvojil do te mere, da si je nadel naziv veliki knez (veliki župan). Podrejeni so mu bili lokalni knezi (župani), ki so imeli ozemlja po velikosti približno enaka grofijam. Zdi se, da so bili v notranjih zadevah na svojih ozemljih bolj ali manj avtonomni. Vukanu so bili dolžni izkazovati zvestobo in ga vojaško podpirati. Zdi se tudi, da so bili župani dedni imetniki svojih grofij in posedovali zemljo že pred priključitvijo Duklje k Srbiji.
Okoli leta 1090 je začel Vukan pleniti po bizantinskem ozemlju, najprej v bližini Kosova. Bizantinci sprva  niso mogli ukrepati, saj so se soočali z resno grožnjo vdora Pečenegov. 29. aprila 1091 so Bizantinci uničili pečeneške sile in Aleksej I. Komnen se je zdaj lahko obrnil proti Srbom.
Aleksej I. je najprej poslal vojsko draškega stratega, ki jo je Vukan leta 1092 premagal. Cesar je nato mobiliziral in proti Srbiji poslal veliko večjo vojsko, ki jo je sam vodil. Vukan je k cesarju poslal delegacijo s prošnjo za mir, ki jo je Aleksej I. hitro sprejel, saj so tokrat po okolici Odrina začeli pleniti Kumani. Vukan je takoj po cesarjevem odhodu prelomil mirovni sporazum in začel širiti svoje ozemlje v porečje Vardarja in zavzel Vranje, Skopje in Tetovo. Leta 1094 ali 1095 je Aleksej I. ponovno krenil proti Srbom. Vukan ga je ponovno prosil za mir in mu dal za talca svojega sina Uroša I., kar v 12. stoletju ni bilo nenavadno.
V tem času je bila srbska kneževina neodvisna in Vukan ni bil več vazal Duklje. Duklja se zaradi svoje državljanske vojne ni več vpletala v srbsko-bizantinske vojne.
Vukan je ponovno krenil na jug v Makedonijo. Aleksej ni posredoval, ker je takrat potekala prva križarska vojna, potem pa se je Vukan leta 1106 podredil Alekseju.
Bodina je po smrti leta 1101 kot kralj Duklje nasledil njegov polbrat Dobroslav II. Bodinov prvi bratranec Kočopar Branislavljević,  ki je bil nekoč odstavljen, je odpotoval iz Drača v Srbijo in sklenil zavezništvo z Vukanom. To zavezništvo se je izkazalo za pomembno pri njunem uspešnem vdoru v Dukljo leta 1102. Sledila je bitka pri Morači, ki je privedla do strmoglavljenja Dobroslava II. in kronanja Kočoparja za dukljanskega kralja. Dobroslav je bil nato izgnan v Srbijo. Kočoparjeva vladavina je bila kratkoživa, saj je Vukan načrtoval, da bo na dukljanski prestol postavil Bodinovega nečaka Vladimirja. Kočopar, ki je izgubil vpliv med Zahumju, se je poročil s hčerko zahumskega (bosanskega) kneza. V Letopisu popa Dukljana je avtor posebej omenil, da je takrat Zahumju vladal ban, ne knez. Kočopar je kasneje umrl v boju proti Zahumcem. Po njegovi smrti je Vukan po svojih načrtih ustoličil Bodinovega nečaka Vladimirja, kateremu je dal za ženo svojo hčer  in s tem utrdil vezi med Srbijo in Dukljo. Vladimir je bil v dinastičnih spopadih leta 1118 zastrupljen po ukazu kraljice Jakvinte, vdove njegovega pokojnega strica Konstantina Bodina. Jakvinta je nato na dukljanski prestol postavila svojega sina Jurija. 
Po širjenju svojega vpliva v Duklji je Vukan spomladi 1106 ponovno vdrl v Bizantinsko cesarstvo, pri čemer je verjetno poskušal izkoristiti vojno Bizantincev z Normani. V bitki je premagal Ivana Komnena. Vojna se je končala novembra istega leta, ko je bil Vukan v zameno za mir prisiljen znova poslati talce cesarju Alekseju I. O Vukanu po tej vojni ni več pisnih podatkov. 
Zgodovinarji menijo, da je Vukan umrl po letu 1112. Nasledil ga je nečak Uroš I.